# San Marcos Nocoh
San Marcos Nocoh fue una la localidad actualmente conurbada con la ciudad de Mérida, municipio de Mérida, en Yucatán, México.

## Toponimia
El nombre (San Marcos Nocoh) hace referencia a Marcos el Evangelista y "nocoh" proviene del idioma maya.

## Demografía
Según el censo de 1960 registrado por el INEGI, la población de la localidad era de 2 habitantes. La población actualmente se encuentra conurbada a Mérida.
| 144                         | 304 | ? | 30 | 46 | 2 | 2 | ? |
| (Fuente: INEGI [Consultar]) |     |   |    |    |   |   |   |

## Galería

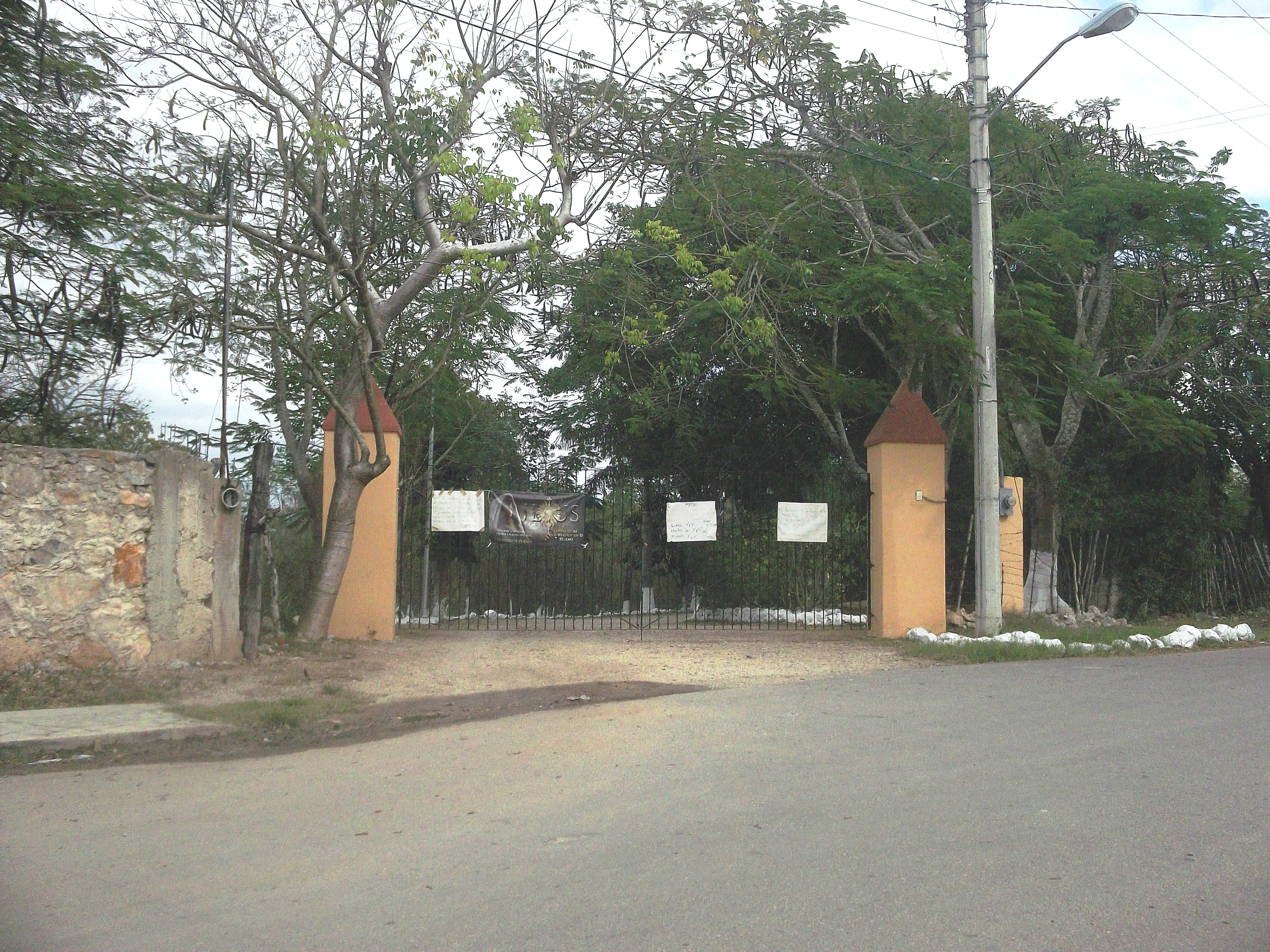
Entrada.
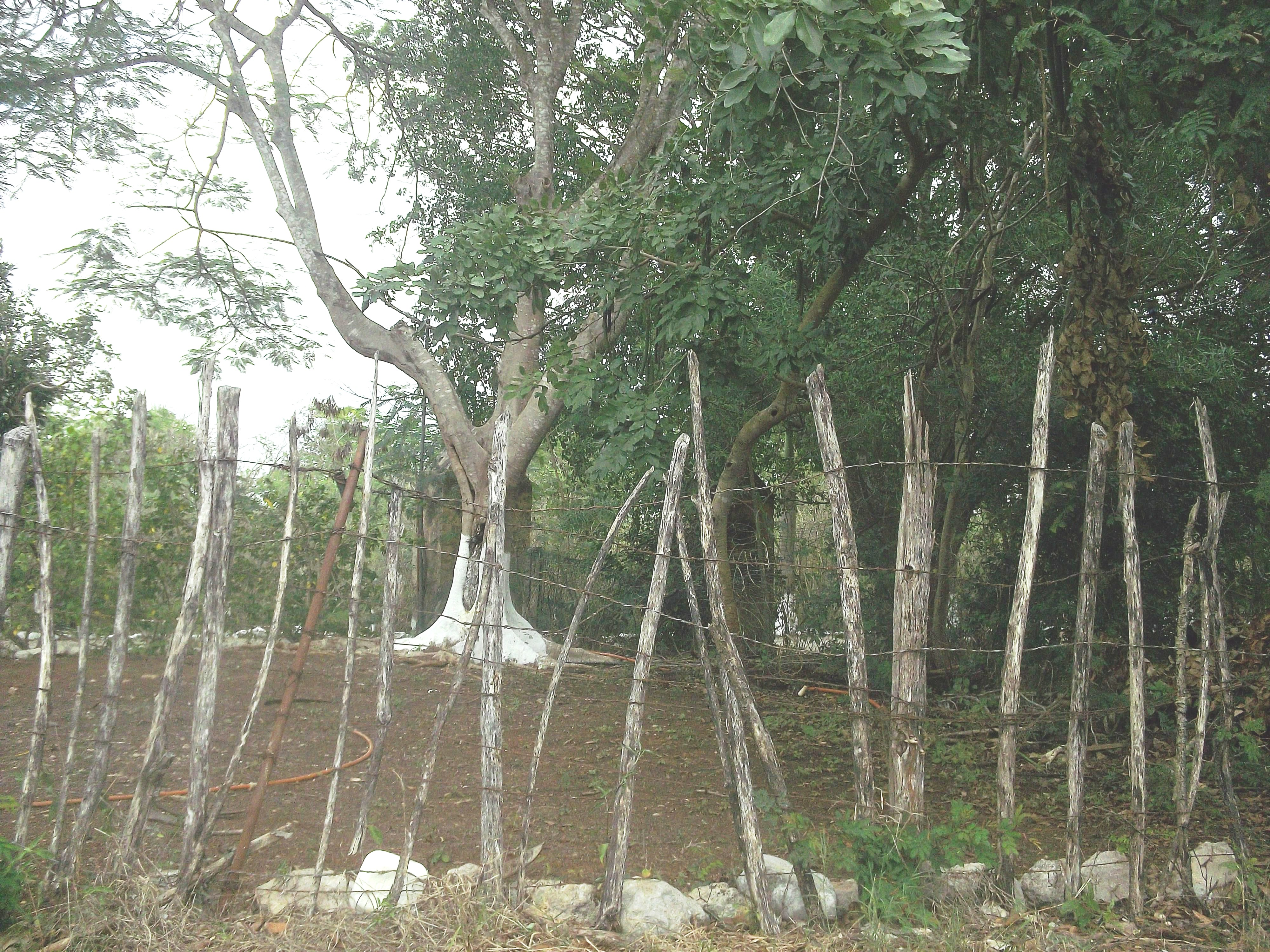
Entrada.
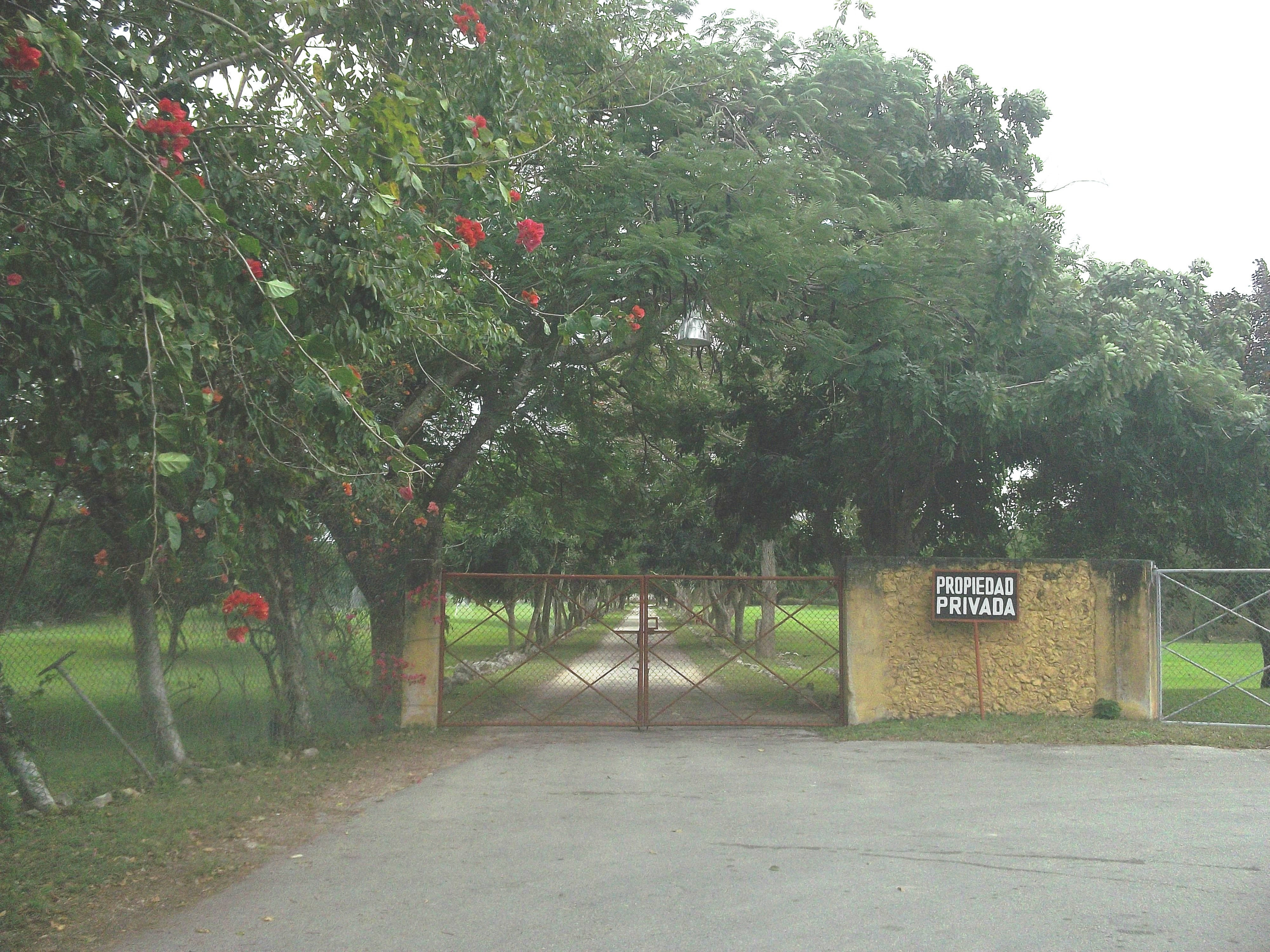
Entrada.
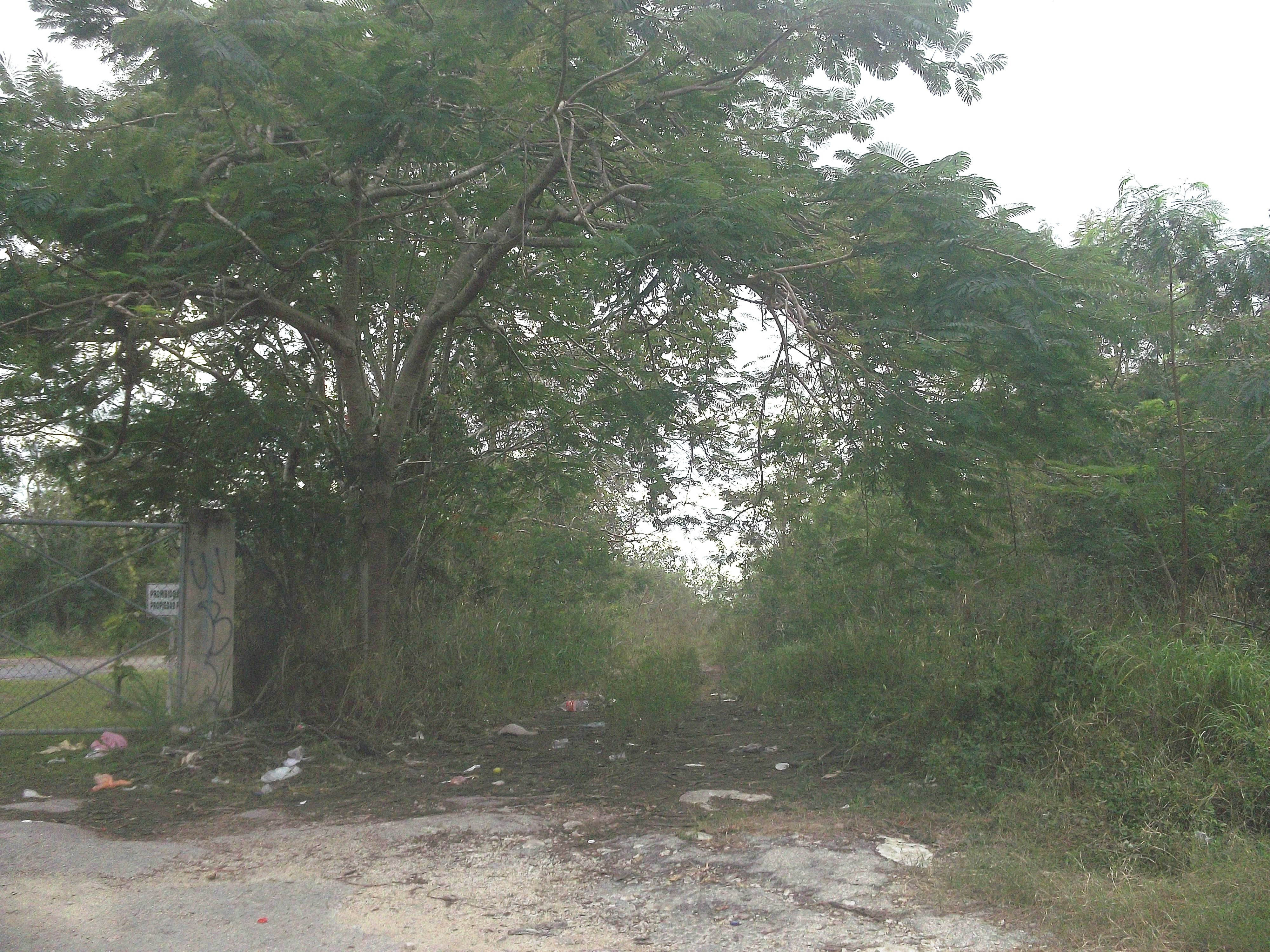
Vereda.